# پارک جین هی
پارک جین هی (به کره‌ای:박진희 به انگلیسی: Park Jin-hee) (زادهٔ ۸ ژانویه ۱۹۷۸) بازیگر در کره جنوبی است. از فیلم‌ها یا مجموعه‌های تلویزیونی که وی در آن به ایفای نقش پرداخته میتوان به زنی که هنوز قصد ازدواج دارد (۲۰۱۰)، خانواده کیمچی (۲۰۱۴)، بازگشت (۲۰۱۸) و پادشاه اشک لی بانگ وون (۲۰۲۲-۲۰۲۱) اشاره کرد.

## زندگی شخصی
پارک جین هی با دوست پسرش که وکیل است در ۱۱ می ۲۰۱۴ در هتل شیلا ازدواج کرد و او اولین فرزندش که دختر است را در ۶ نوامبر ۲۰۱۴ به دنیا آورد.

## سریال‌ها
- پادشاه اشک لی بانگ وون (2021)
- آه گوم بی من (2016)(KBS2)
- خاطرات (2016)(SBS)
- تخمیر خانواده(2011)(jTBC)
- خانواده کیم چی (2011)(JTBC)
- غول (2010)(SBS)
- زنی که هنوز قصد ازدواج دارد(2010)(MBC)
- درهوا(2008)(SBS)
- جنگ پول(2007)(SBS)

## فیلم‌ها
- آبنبات انگور(۲۰۱۲)
- بازدید طولانی(۲۰۱۰)
- دروغ شیرین(۲۰۰۸)
- سایه در قصر(۲۰۰۷)